# Crinière

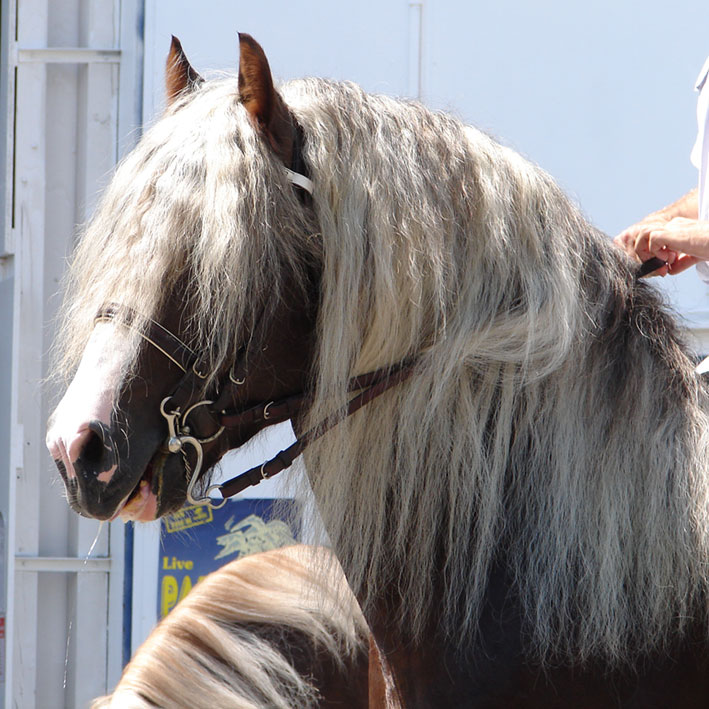
Cheval doté d'une longue crinière de couleur jaune-gris.

La crinière est, chez un animal, un ensemble de poils plus longs que sur le reste du corps (sauf la queue) et qui poussent le long du cou ou de l'encolure, généralement depuis le haut du front jusqu'au garrot. Les animaux à crinière les plus connus sont le cheval, qui est domestique, le lion et l’humain. Une grande variété d'animaux portent une crinière, dont le gnou, la hyène, le zèbre, l'otarie à crinière, l'âne, la girafe, le bison, ou encore le loup à crinière.
Chez les équidés, la crinière est constituée de poils appelés les crins, qui sont moins durs que ceux de la queue. La crinière peut servir à protéger l'animal des insectes grâce au mouvement qu'il lui imprime en faisant frissonner les muscles de son corps, chez le cheval par exemple. Chez le lion, elle pourrait être une forme de protection contre les coups de griffes lors de combats entre mâles rivaux, ou une protection contre le froid.

## Crinière du cheval

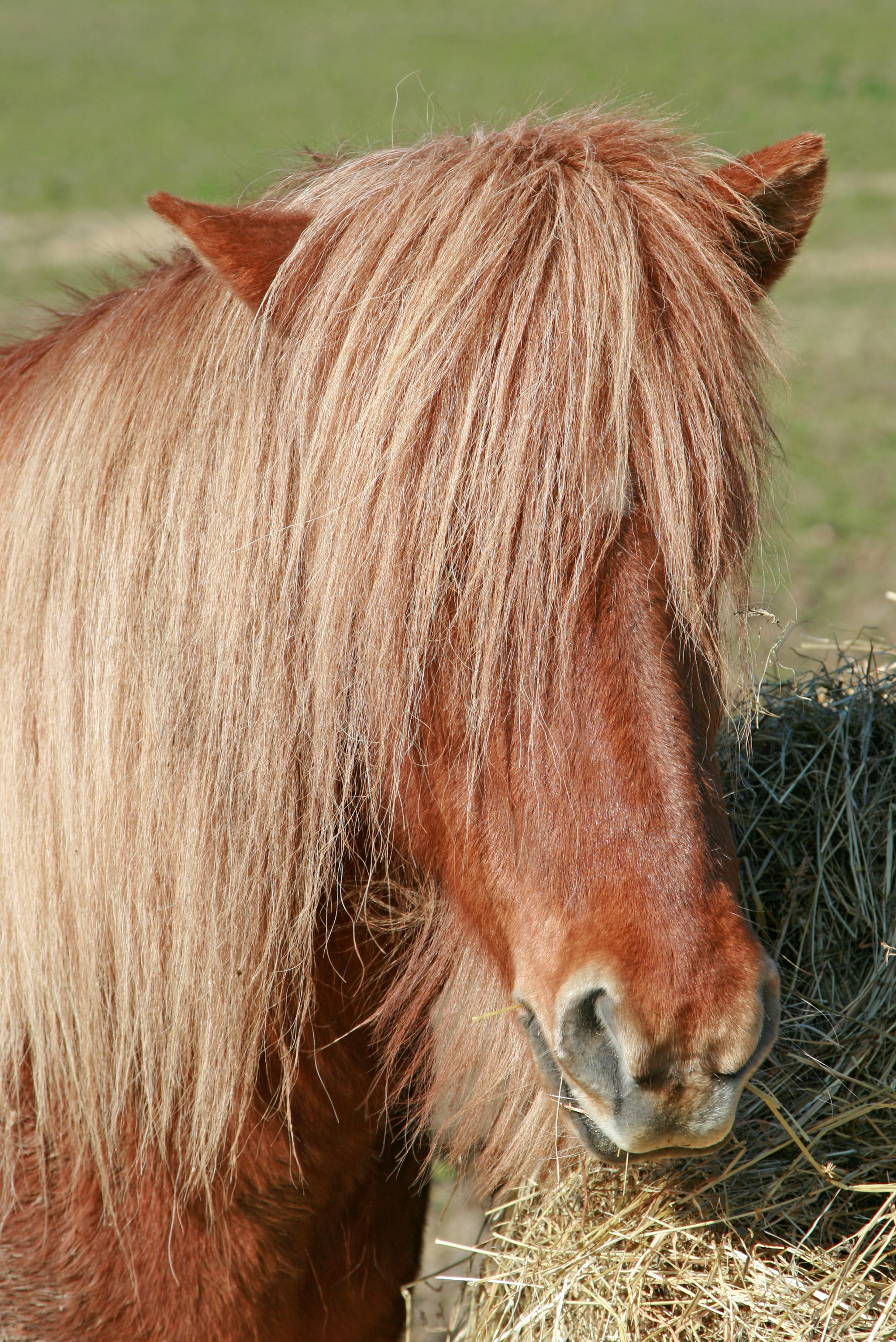
Les poneys et les races rustiques, comme cet Islandais, portent des crinières très abondantes.

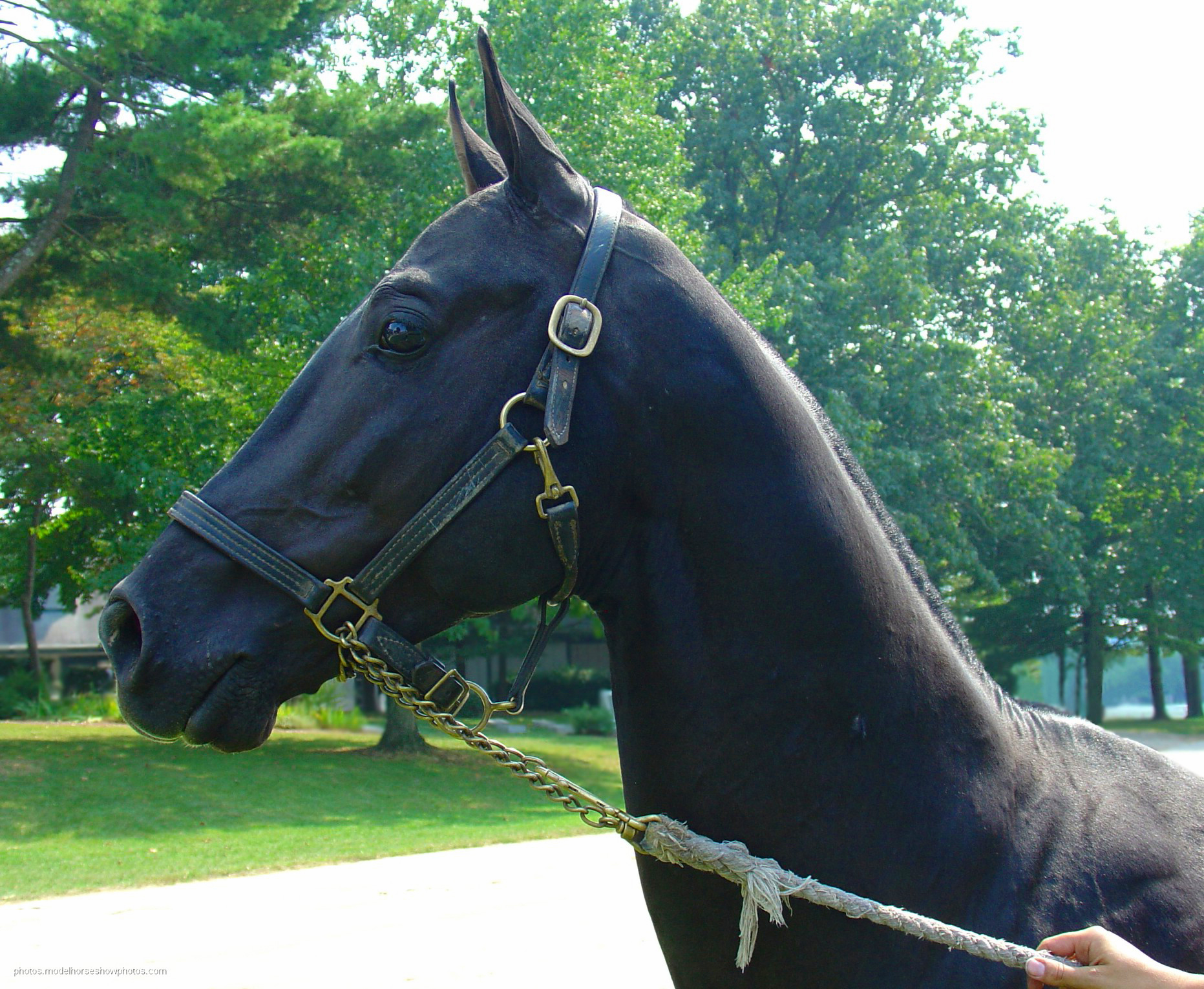
L'Akhal-Teke est au contraire réputé pour sa très courte crinière, souvent sans toupet.

La crinière du cheval va du haut du front au garrot, la partie qui passe entre les oreilles en ornant le haut de la tête est appelée le « toupet ». La crinière peut-être simple, tombant d'un seul côté de l'encolure, ou double lorsqu'elle tombe des deux côtés. Elle est souvent de la même couleur que les crins de la queue, les crins pouvant être plus clairs, plus foncés, ou de même couleur que le reste du corps.
Originellement, tous les chevaux sauvages primitifs comme le cheval de Przewalski et le Tarpan possèdent une crinière dressée au-dessus de l'encolure, à l'instar des autres équidés sauvages. La domestication entraîne un allongement de la crinière, sans que l'on sache s'il s'agit ou pas du résultat d'un élevage sélectif de la part des hommes.
Les chevaux baroques descendants de l'Andalou (Pure race espagnole, Lusitanien...), les poneys rustiques et les chevaux de trait ont souvent une crinière très fournie, contrairement aux chevaux de sang du type Pur-sang et surtout à la race de l'Akhal-Teke, chez laquelle la crinière est presque absente, et souvent sans toupet. Il est fréquent de voir des chevaux de spectacles portant des crinières très longues, pouvant atteindre le niveau des genoux. C'est le cas de Templado, un cheval ibérique qui a participé au spectacle de Cavalia.

### Soins
Les soins de la crinière sont au programme du Galop 7 en France. Toiletter la crinière permet de rendre le cheval plus agréable à l’œil.

#### Raccourcissements et toilettage

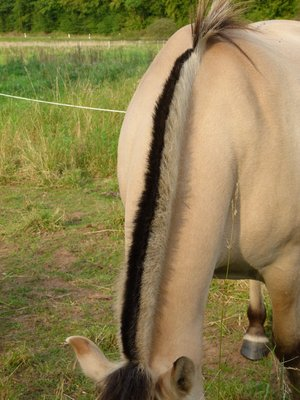
La crinière bicolore du Fjord est ordinairement taillée en brosse pour mettre en valeur ses couleurs.

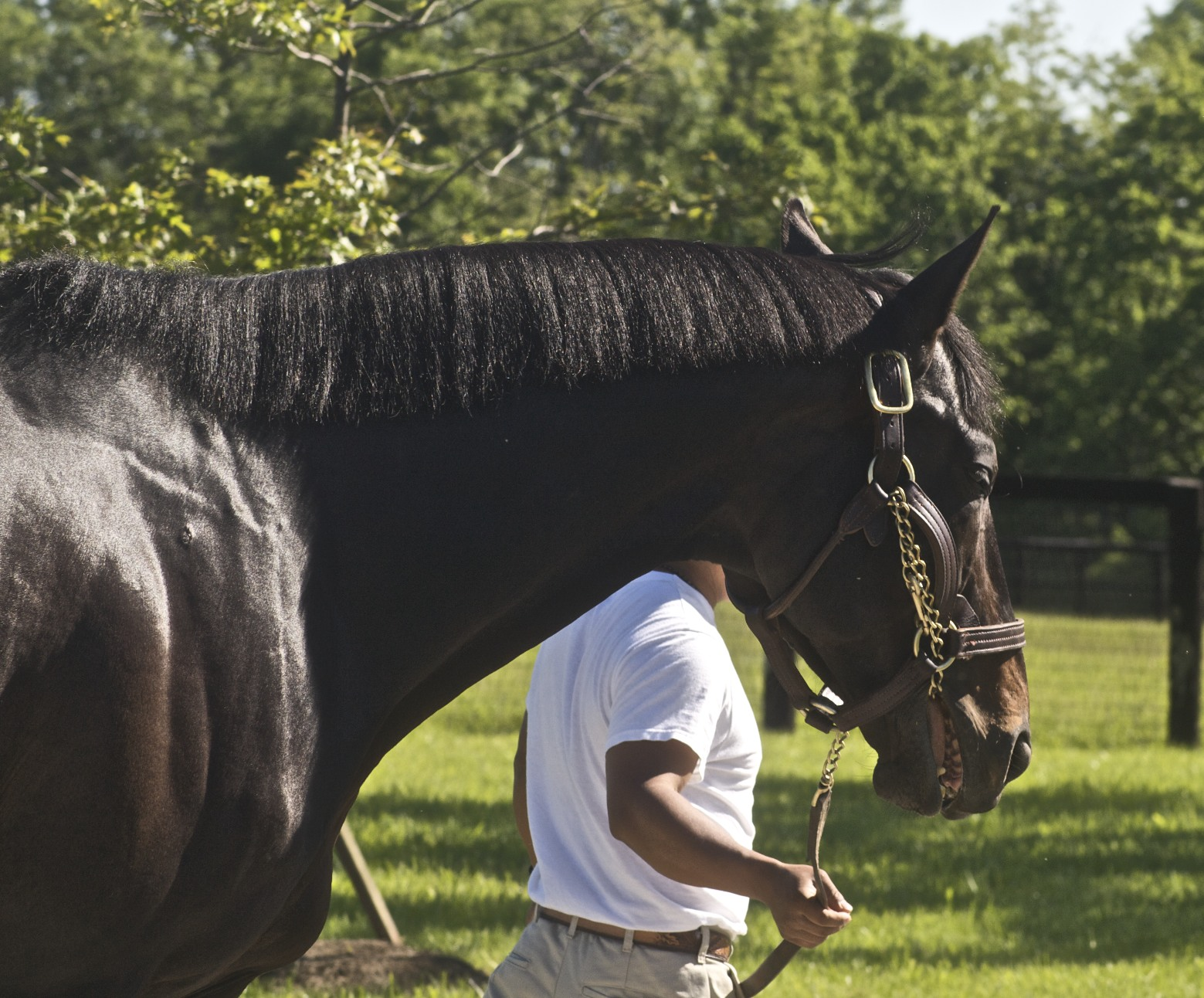
Pur-sang à la crinière égalisée

Habituellement, seuls les chevaux ont la crinière raccourcie, l'usage pour les poneys étant de la laisser longue. À moins que l'on désire tailler la crinière « en brosse », Il faut toujours lui garder au moins huit centimètres de longueur en la coupant (correspondant plus ou moins à un travers de la main), faute de quoi, les crins sont trop légers pour retomber le long de l'encolure, et la crinière remonte de manière disgracieuse. Pour les concours, il convient de ne pas lui laisser dépasser les 16 cm (deux travers de main) de longueur, auquel cas le toilettage « en pions » ne sera plus possible.
L'usage du ciseau est déconseillé, à moins d'une volonté de tailler la crinière en brosse, car il a tendance à laisser des « échelles ». L'égalisation s'effectue au peigne ou aux ciseaux à désépaissir. La crinière peut être taillée de différentes façon, par exemple en brosse (autrefois, on disait « à la hussarde »), les crins sont alors raccourcis à peu de distance du haut de l'encolure et se redressent naturellement. Cette coupe convient particulièrement aux chevaux ayant une forte encolure.
Couper les crins au passage de la têtière, c'est-à-dire la partie haute de la crinière, est aussi une action courante. Elle permet de dégager, grâce à une paire de ciseaux, l'endroit où passent le filet et le licol.

### Nattage
Le nattage de la crinière est pratiqué lors de compétitions officielles, en particulier lors des concours de dressage et d'élevage. L'équipement habituel pour natter un équidé est composé d'un peigne et d'élastiques. Il existe une autre méthode qui remplace les élastiques par du fil et une aiguille.
De nombreux nattages de la crinière sont possibles. Le plus classique est la tresse à pions qui consiste en une succession de petites nattes repliées sur elles-mêmes pour former des pions. La tresse portugaise est utilisée sur les chevaux ibériques qui ont ainsi leur encolure ronde et musclée mise en valeur. Elle apparait comme une longue tresse qui longe la totalité de l'encolure en son sommet. Le damier nécessite une crinière très longue, car il s'étend sur la totalité de l'encolure.

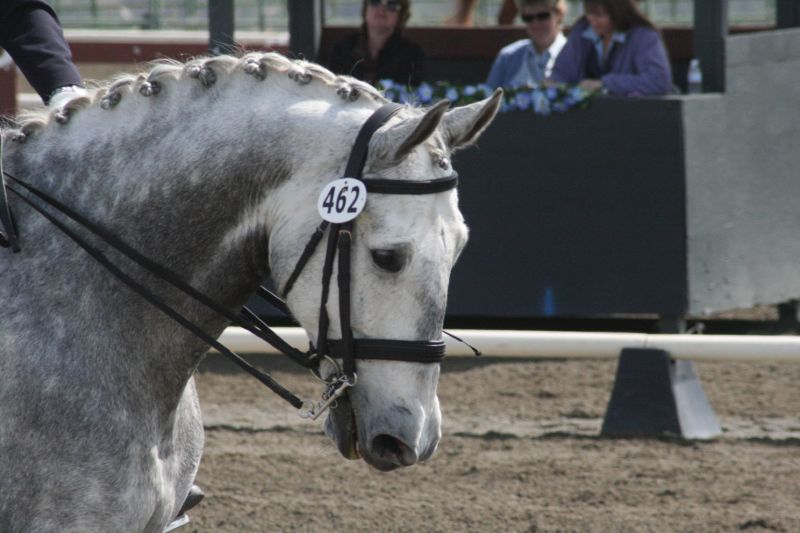
Pions
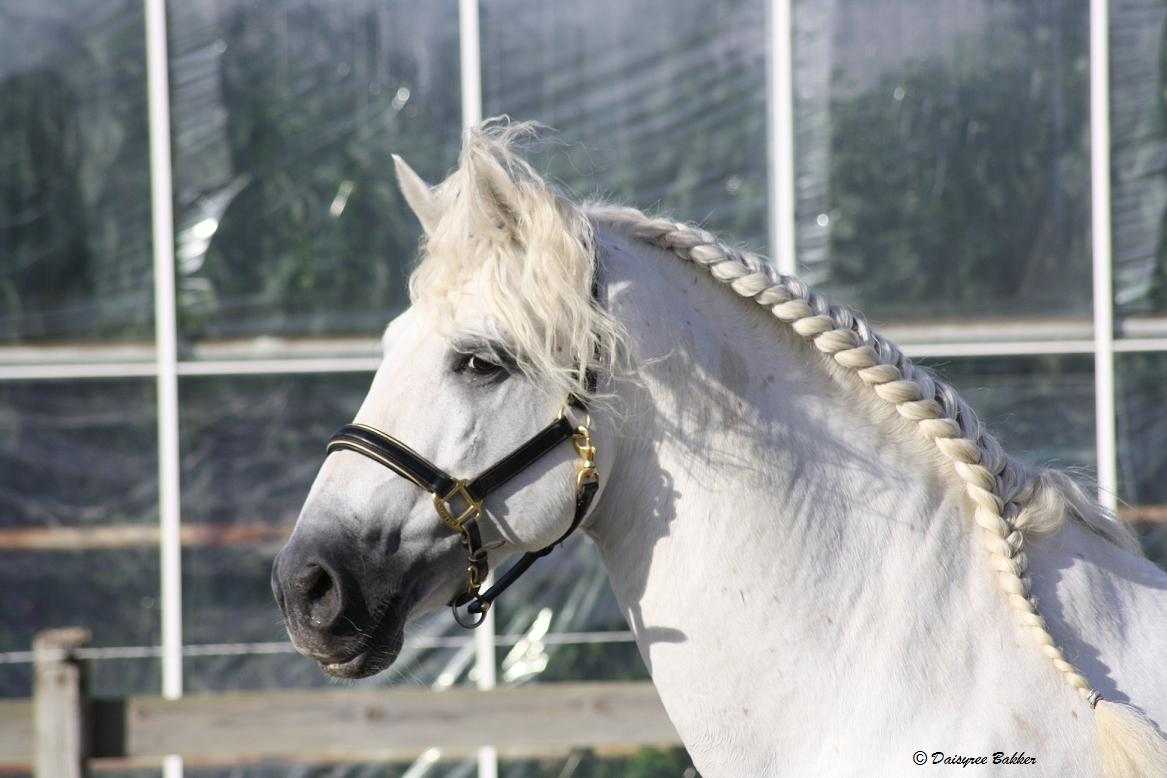
Tresse portugaise
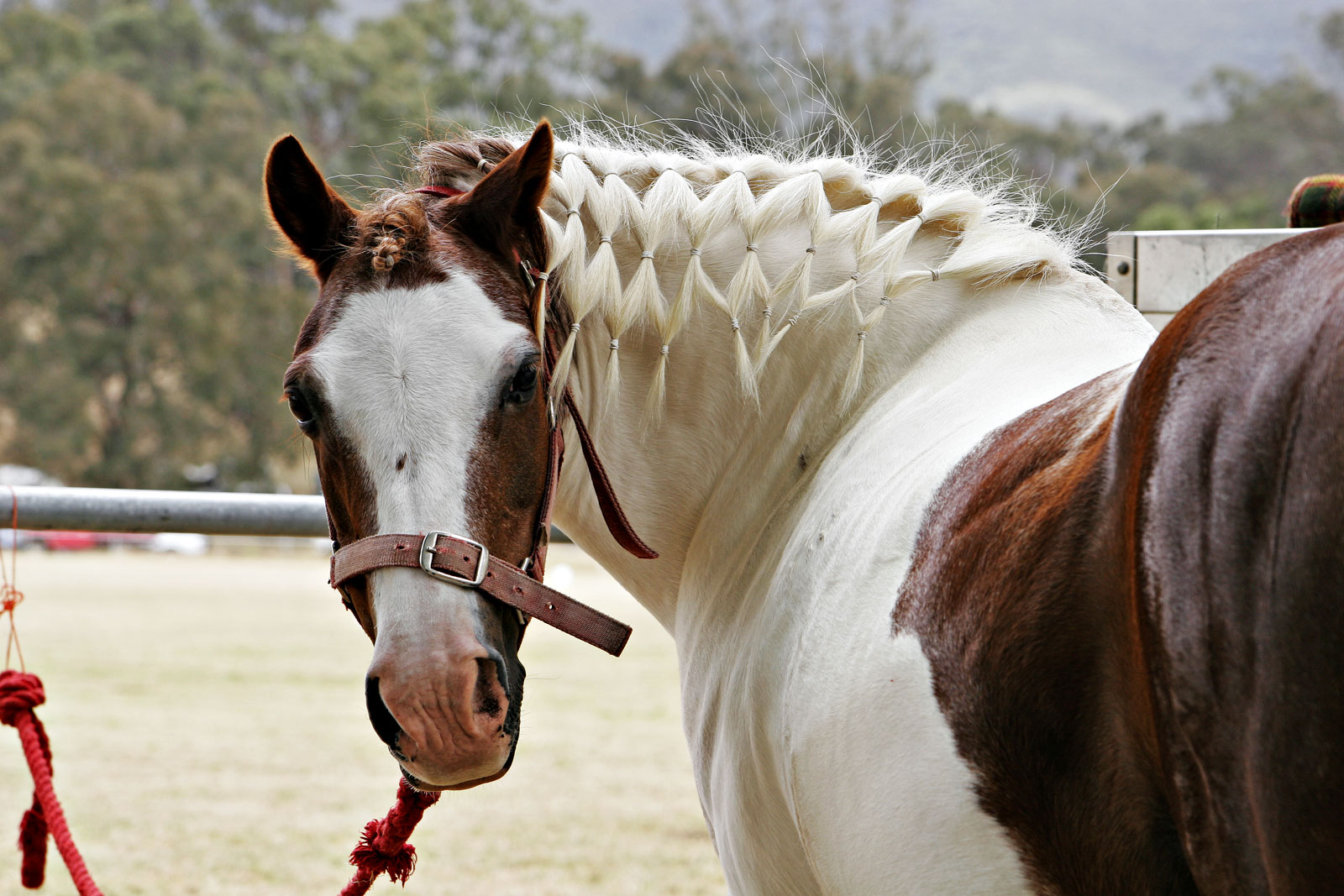
Damier

### La crinière du cheval dans la culture
Par le passé, en particulier au XIXe siècle, les observateurs des chevaux ont remarqué que les animaux rustiques des paysans ont souvent la crinière plus fournie que les chevaux de sang du type Pur-sang, aussi était-il d'usage, du moins en France, d'arracher une partie des crins des chevaux de luxe. Une autre croyance populaire voulait que le cheval porte une crinière pour permettre à l'homme de s'y agripper pour l'enfourcher, ce qui faisait penser que cette particularité de l'anatomie du cheval a été « faite pour l'homme ».
Dans la mythologie nordique islandaise et dans les sagas, beaucoup de chevaux portent un nom contenant « faxi », qui signifie « crinière » en vieux norrois : Gullfaxi (« crinière d'or » ou « crinière dorée »), Hrímfaxi et Skínfaxi (« Crinière de givre » et « Crinière brillante », ou encore Freyfaxi « Crinière de Freyr ». La crinière d'or de Gullfaxi ne semble pas être une particularité unique dans les mythes et légendes, puisque les chevaux d'Indra, mentionnés dans le Rig-Veda de la mythologie hindoue possèdent le même attribut. Dans l'Iliade de la mythologie grecque, certaines montures associées à Zeus ou à Poséidon possèdent également une crinière d'or. De même, Árvak et Alsvid les deux chevaux qui tirent le char de la déesse Sol, éclairent le monde avec leur crinière.

## Crinière du lion

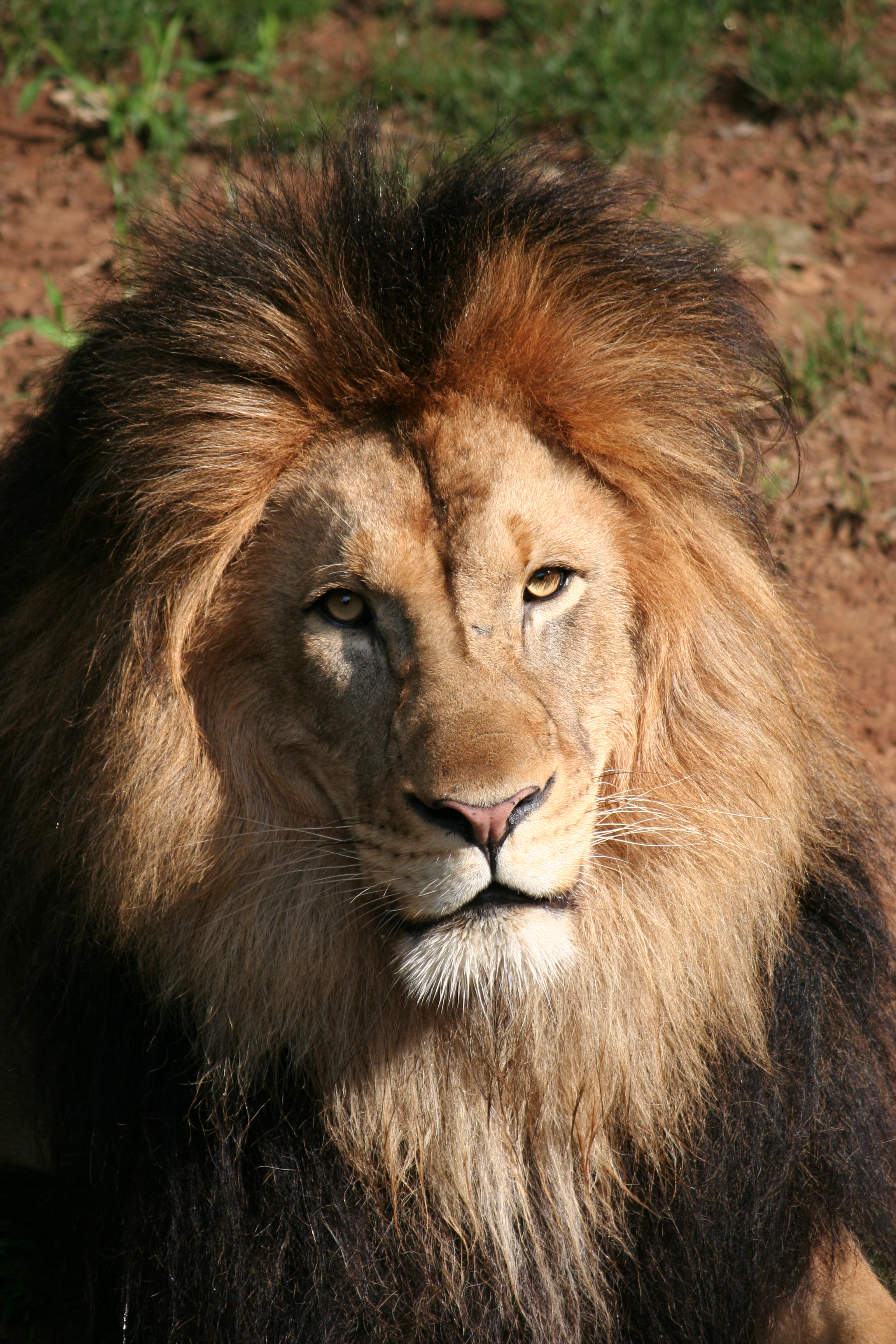
La crinière du lion.

La crinière du lion mâle adulte, unique parmi les félins, est l'une des caractéristiques les plus distinctives de cette espèce. Elle donne au lion une apparence plus imposante, ce qui lui permet d'intimider les autres lions et son principal concurrent en Afrique, la hyène tachetée. La présence, l'absence, la couleur et la taille de la crinière sont associés à des conditions génétiques, à la maturité sexuelle, au climat et à la production de testostérone. Plus la crinière est sombre et abondante, plus le lion est généralement en bonne santé. Les lionnes favorisent les mâles avec la crinière la plus dense et la plus sombre.
En Tanzanie, des recherches suggèrent également que la longueur de la crinière joue un rôle dans le succès des combats entre mâles. Les individus ayant des crinières sombres peuvent se reproduire plus longtemps et leur progéniture a des chances de survie plus élevées, même si elle souffre durant les mois les plus chauds de l'année.

## Autres animaux

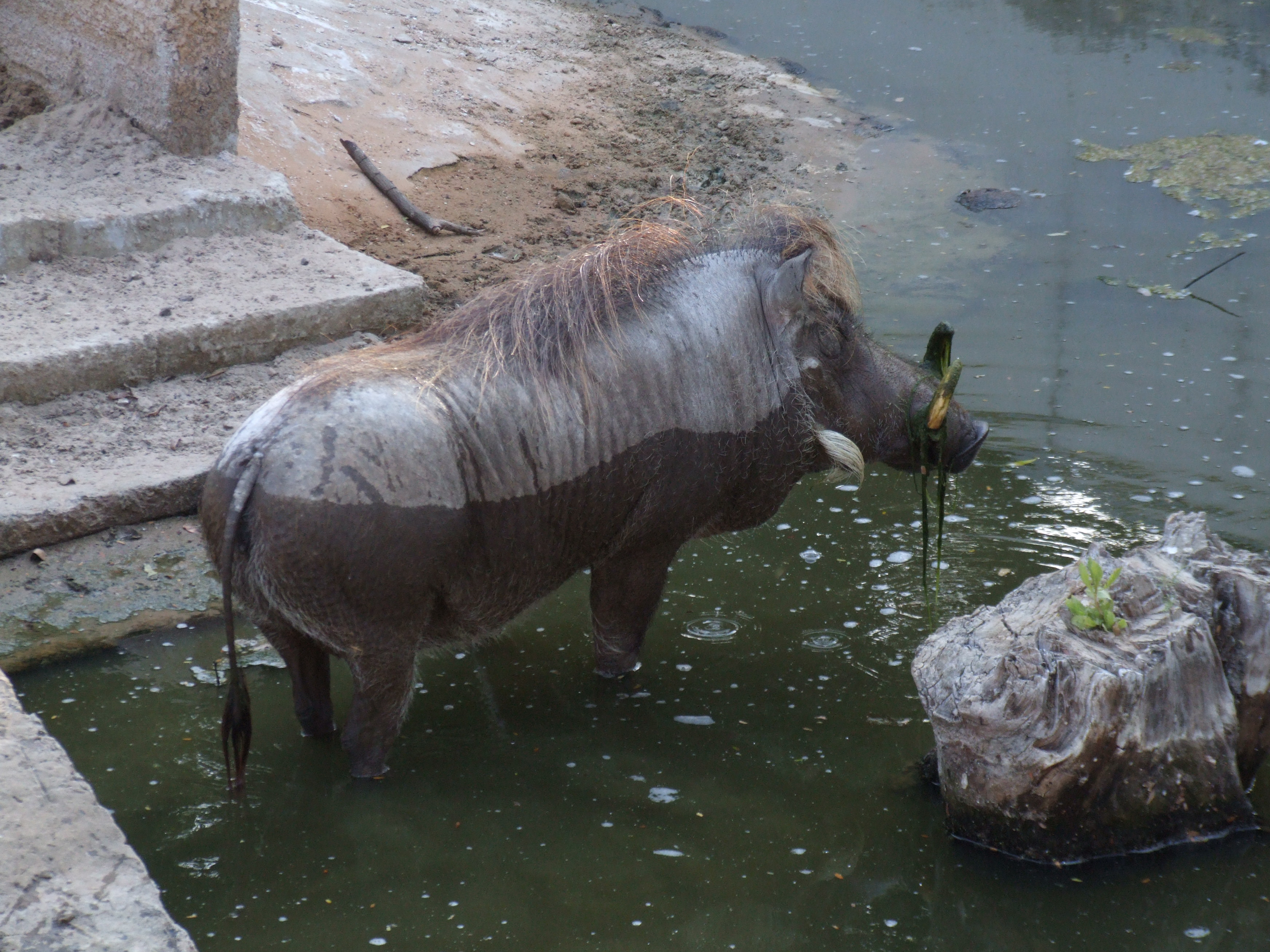
Phacochère
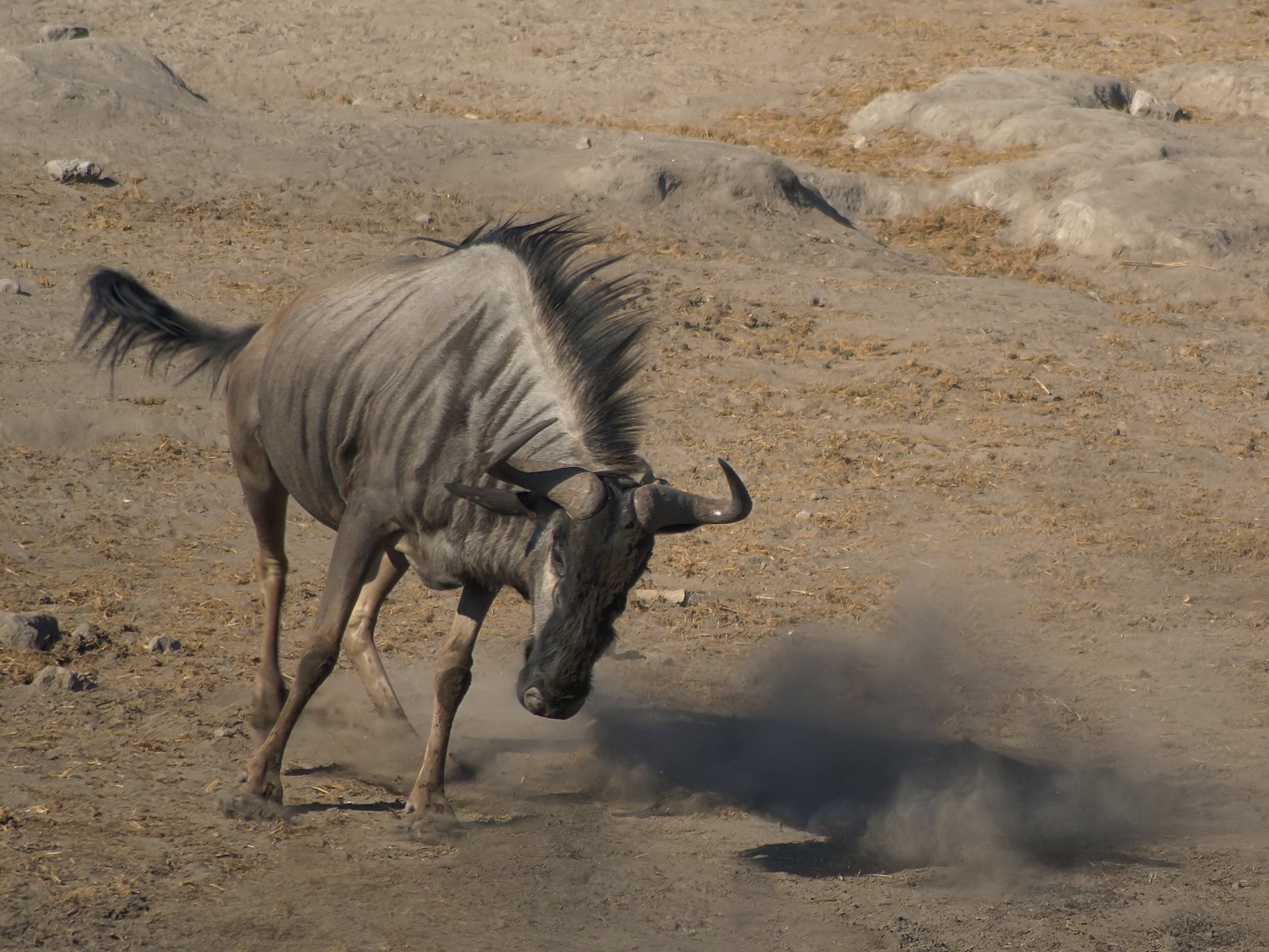
Gnou
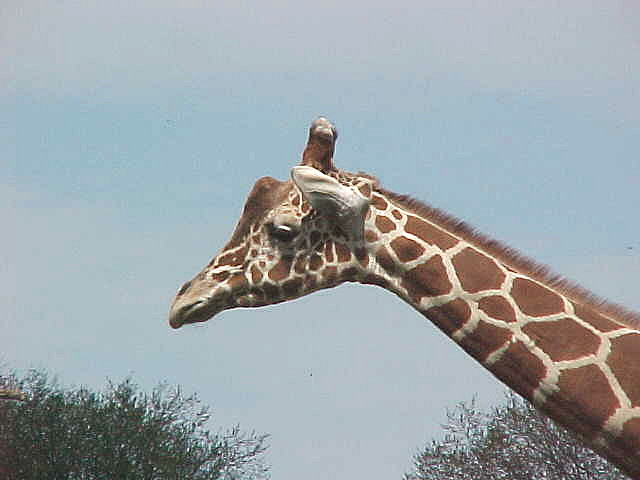
Girafe
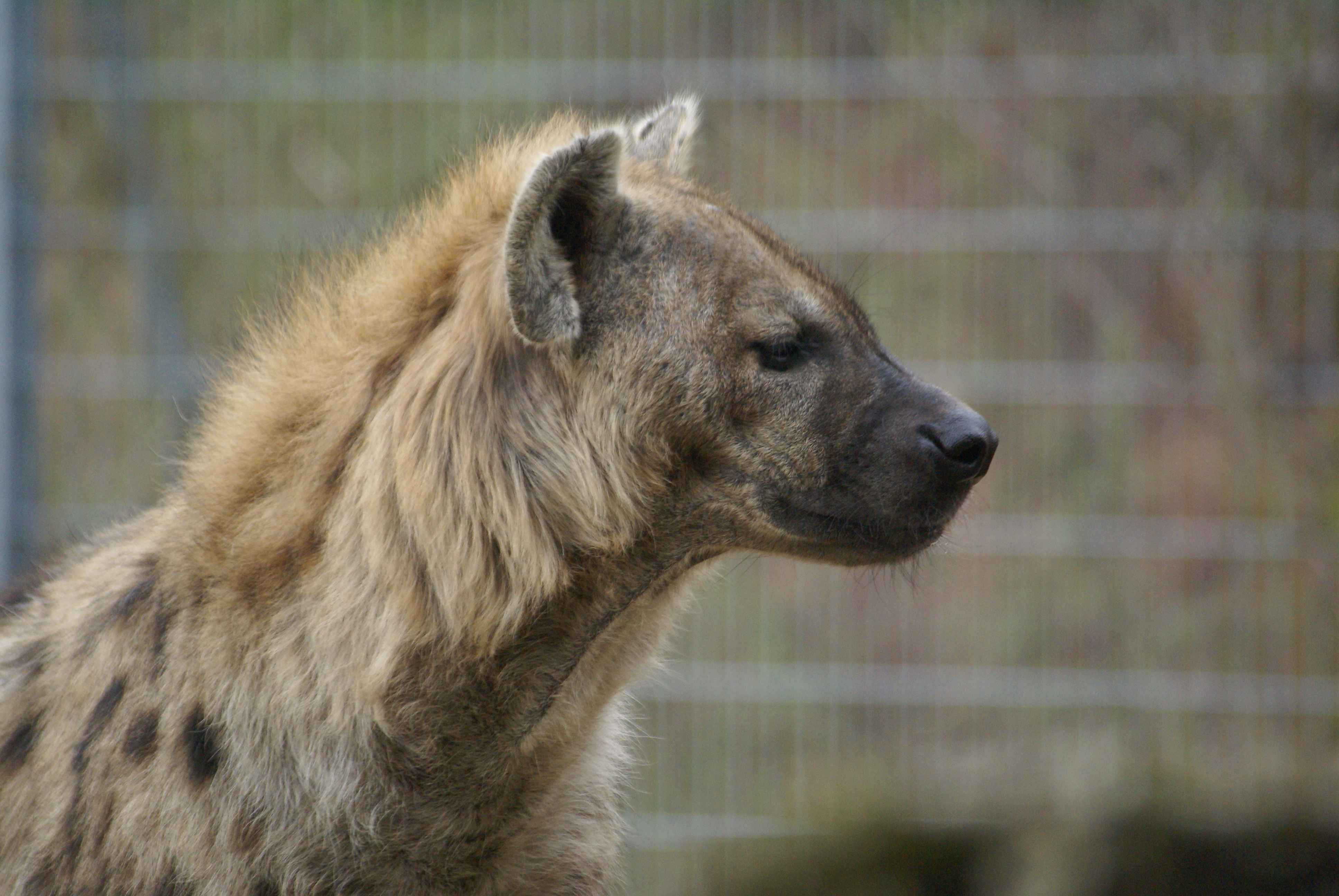
Hyène
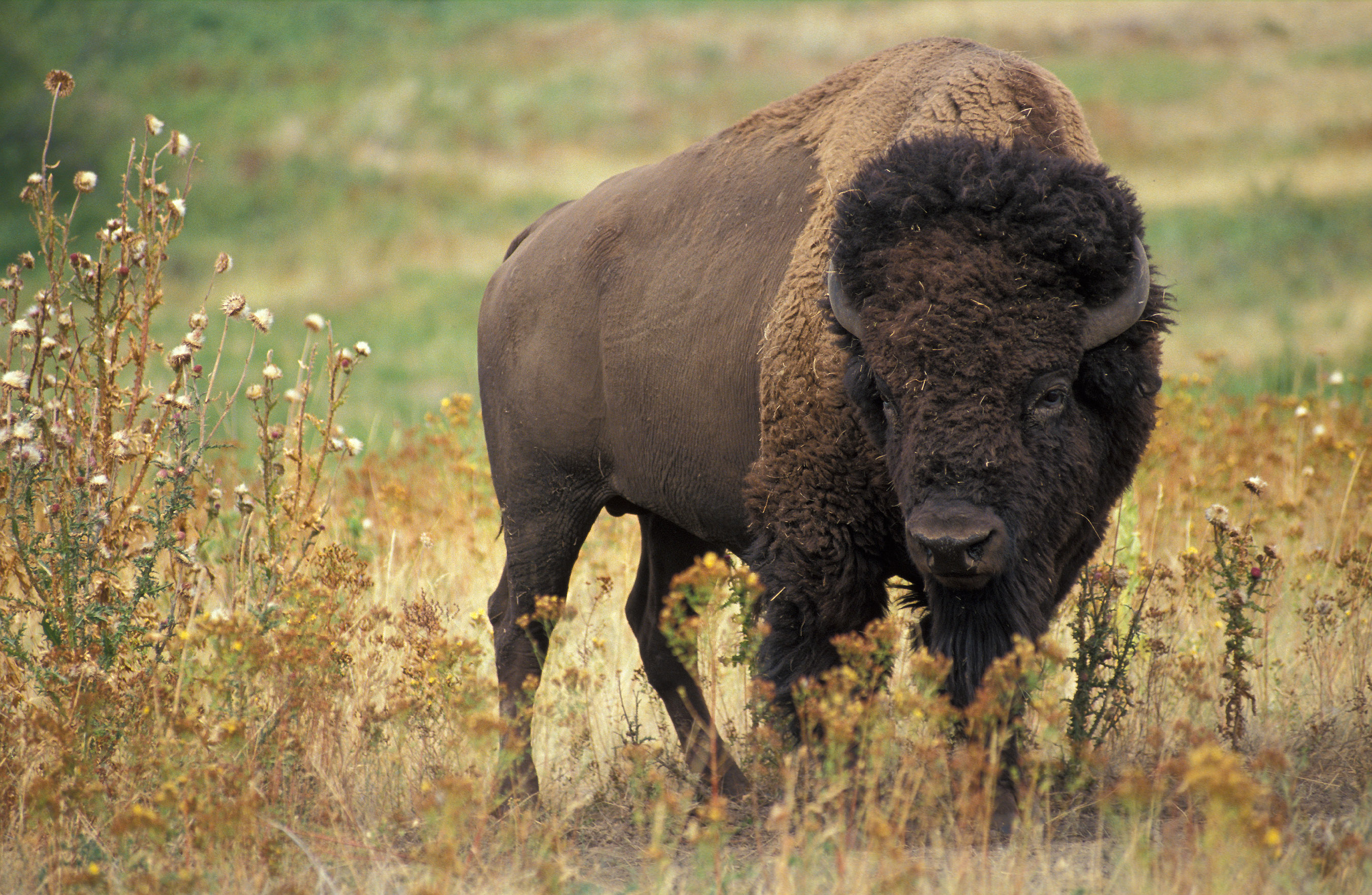
Bison d'Amérique
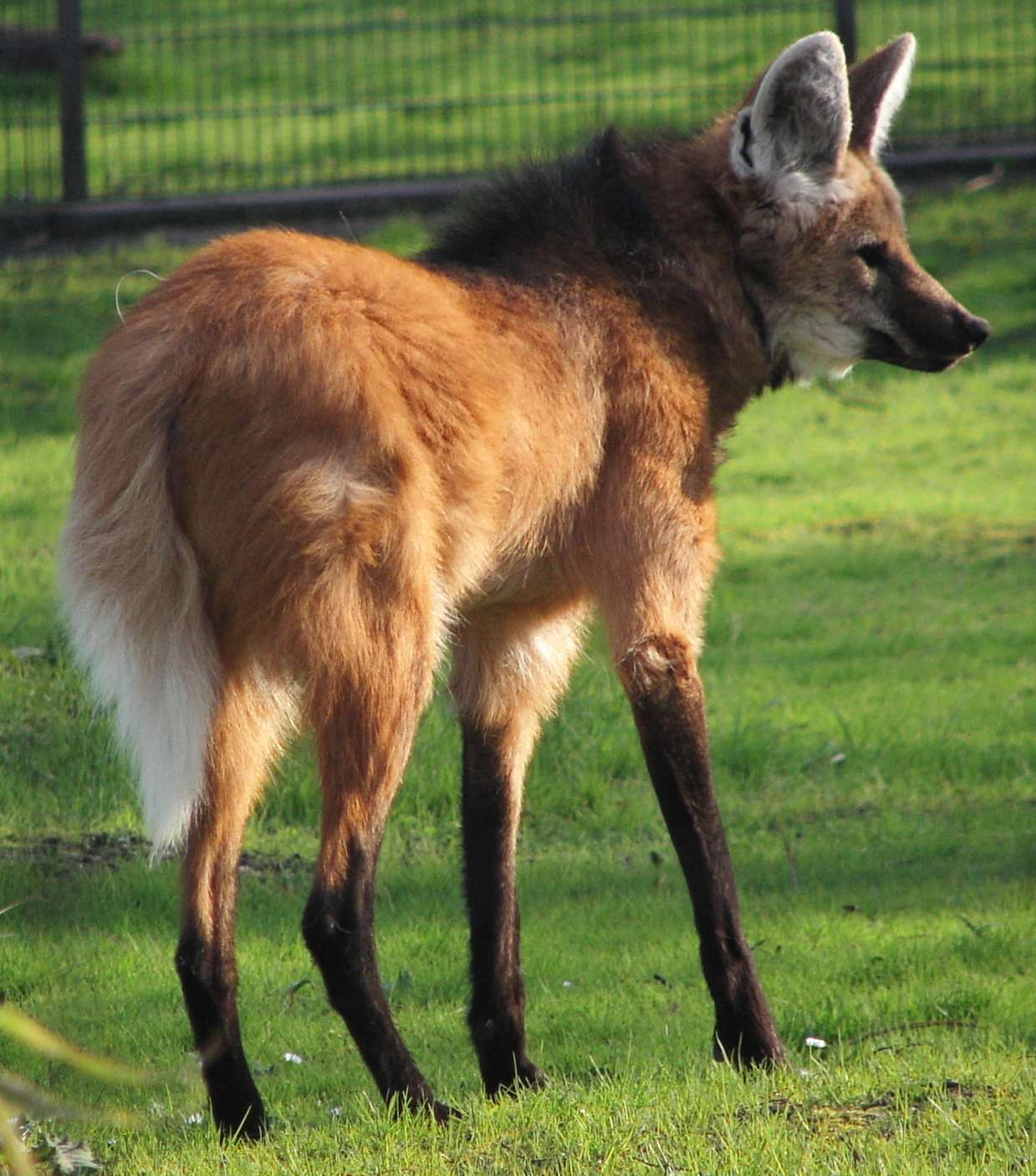
Loup à crinière
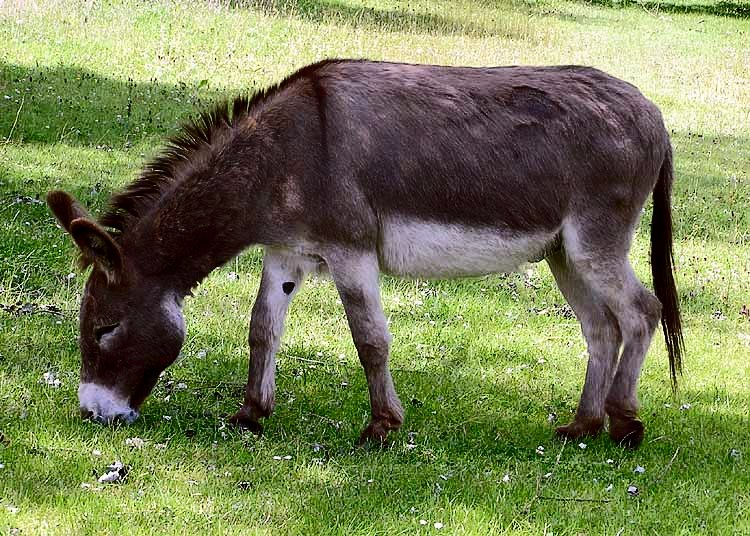
Âne
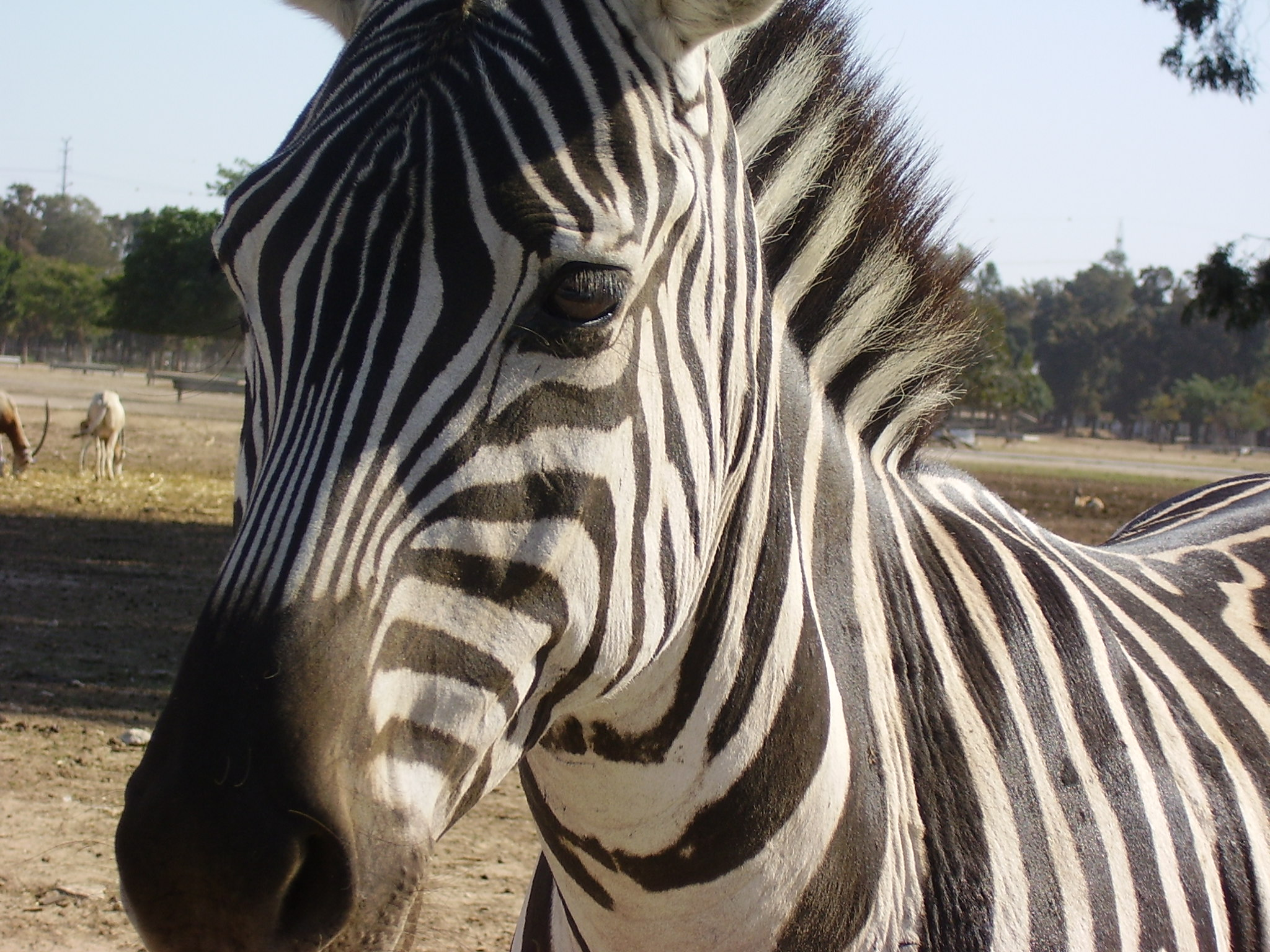
Zèbre
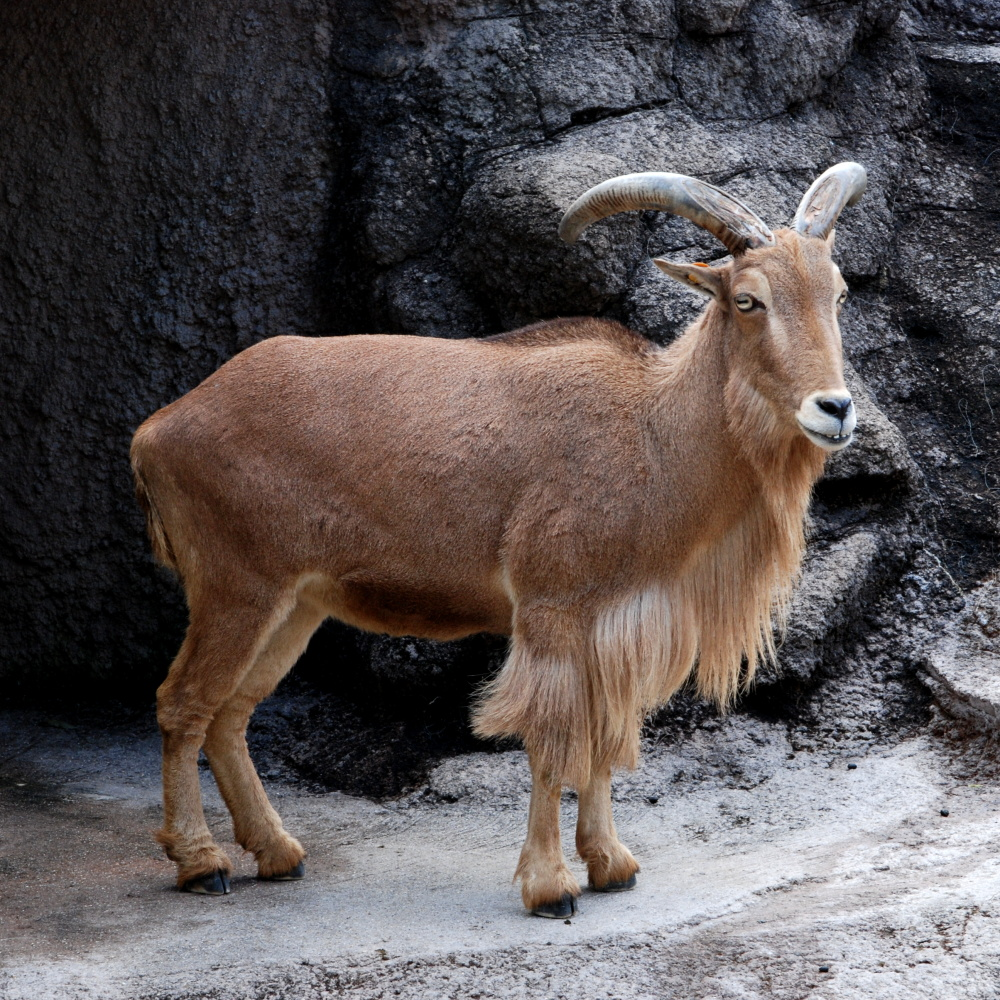
Mouflon à manchettes